# Nicolas-François Cochard
Pour les articles homonymes, voir Cochard.
Nicolas-François Cochard (1763-1834) est un magistrat royal puis fonctionnaire impérial connu comme historien du Lyonnais et agronome.

## Biographie
Nicolas-François Cochard naît le 20 janvier 1763 à Villeurbanne, alors commune du Dauphiné. Après des études de droit à Grenoble, devenu avocat, il achète une charge de procureur du roi en la justice du roi à Sainte-Colombe et c'est à ce titre qu'il convoque les assemblées du canton de Sainte-Colombe, pour l'élection des citoyens qui doivent concourir à la nomination des députés des États généraux.
En se mariant le 16 avril 1793 avec Marie Benoite Joséphine Rozier, nièce de l'Abbé Rozier, il hérite d'un domaine viticole à Sainte-Colombe sur lequel il se livre à des études agronomiques. Il occupe successivement la fonction de président de canton, juge de paix, membre du Directoire du département du Rhône puis conseiller de Préfecture chargé de la surveillance des Archives départementales en 1800.
Ce poste lui permet de réaliser sa passion pour l'histoire et d'intervenir auprès des autorités civiles pour transformer l'abbaye royale de Saint-Pierre, laquelle nationalisée par la Révolution était promise à la démolition, en Musée des Beaux-Arts. Les études agronomiques qu'il mène sur son domaine lui permettent de créer le premier jardin botanique de Lyon sur les pentes de la Croix-Rousse, rue Terme.
De ses passions pour l'histoire, l'agronomie et les statistiques, il en tire des écrits nombreux visant surtout les communes du Rhône et de l'Isère. Il publie notamment en 1815, le premier guide touristique de Lyon Le Conducteur de l'étranger à Lyon et des ouvrages sur la culture du mûrier, la vinification et les moyens d'accroître les progrès de l'agriculture.
Ses écrits lui valent de devenir membre de l'Académie des sciences, belles-lettres et arts de Lyon en 1809 puis président en 1818, membre de la Société historique, archéologique et littéraire de Lyon en 1819 et membre de l'Académie d'agriculture de France en 1825.
Il meurt à Sainte-Colombe dans sa propriété le 20 mars 1834.